# Hermonassa macrotheca
Hermonassa macrotheca là một loài bướm đêm trong họ Noctuidae.